# Flight from Ashiya
Flight from Ashiya is een avonturenfilm uit 1964 van Michael Anderson. Het is een Japans-Amerikaanse coproductie, gebaseerd op het gelijknamige boek van Elliott Arnold uit 1959.

## Verhaal
Drie Amerikaanse militairen (Yul Brynner, Richard Widmark, George Chakiris) van de Air Rescue Service op de Amerikaanse basis Ashiya in Japan worden tijdens hevig noodweer uitgezonden om de Japanse overlevenden van een scheepsramp uit zee op te pikken. Tijdens de vlucht daarheen wordt, deels met behulp van lange flashbacks, inzicht gegeven in de persoonlijke geschiedenis van de mannen. Twee van hen (Widmark en Brynner) streden in de Tweede Wereldoorlog. De derde, de jonge luitenant Gregg, gaat onder een schuldcomplex gebukt sedert hij bij een vorige vlucht met zijn helikopter een lawine veroorzaakte die de redding onmogelijk maakte.

## Rolverdeling
| Acteur             | Personage       |
| ------------------ | --------------- |
| Yul Brynner        | Mike Takashima  |
| Richard Widmark    | Glenn Stevenson |
| George Chakiris    | John Gregg      |
| Suzy Parker        | Lucille Caroll  |
| Shirley Knight     | Caroline Gordon |
| Mitsuhiro Sugiyama | Charlie         |
| Danièle Gaubert    | Leila           |
| Eiko Taki          | Tomiko          |

## Kritieken
- "De mateloos uitgesponnen situaties zijn vol van een onechte tragiek en dat is bijzonder irritant." - E.B. in Nieuwsblad van het Noorden, 3 juni 1966.[1]
- "Het verhaal met de lange terugblikken in de levens van de drie redders, is wat slapjes, maar het goede spel en de intelligente gedoseerde spanning zorgen dat men wel geïnteresseerd blijft  in de reddingspogingen." - Het Vrije Volk, 14 mei 1965.[2]
- "Het is een spannend kijkspel, dat twee uur lang onafgebroken weet te boeien." - Limburgsch Dagblad, 14 augustus 1964.[3]